# 神奈川県立伊勢原支援学校
神奈川県立伊勢原支援学校（かながわけんりつ いせはらしえんがっこう）は、神奈川県伊勢原市にある県立特別支援学校。

## 概要
伊勢原市東部に位置し、小田急小田原線愛甲石田駅から徒歩10分にある。道路を挟んで北側には神奈川県立伊志田高等学校がある。

## 学部
- 小学部
- 中学部
- 高等部
- 高等部伊志田分教室
- 施設訪問教育七沢学園

## 所在地
神奈川県伊勢原市石田1390